# Saint-Esprit
Saint-Esprit là một xã thuộc tỉnh hải ngoại Martinique nước Pháp.